# Mutěnín
Mutěnín település Csehországban, a Domažlicei járásban. Mutěnín Hostouň, Rybník, Hora Svatého Václava, Drahotín és Bělá nad Radbuzou településekkel határos. Lakosainak száma 264 fő (2024. január 1.).

## Népesség
A település lakosságának változását az alábbi diagram mutatja:
| Lakosok száma | 1721 | 1726 | 1665 | 624  | 343  | 230  | 248  | 267  | 256  | 264  |
|               | 1869 | 1900 | 1921 | 1950 | 1980 | 2001 | 2016 | 2019 | 2021 | 2024 |